# Gjende
Gjende je jezero v pohoří Jotunheimen v Innlandetu v Norsku. Nachází se na území národního parku Jotunheimen. Jedná se o morénové jezero, na kterém je vidět charakteristické ledovcové formování. Jezero je dlouhé 18 km a je velmi úzké, v nejširším místě má 1,25 km.

## Vlastnosti vody

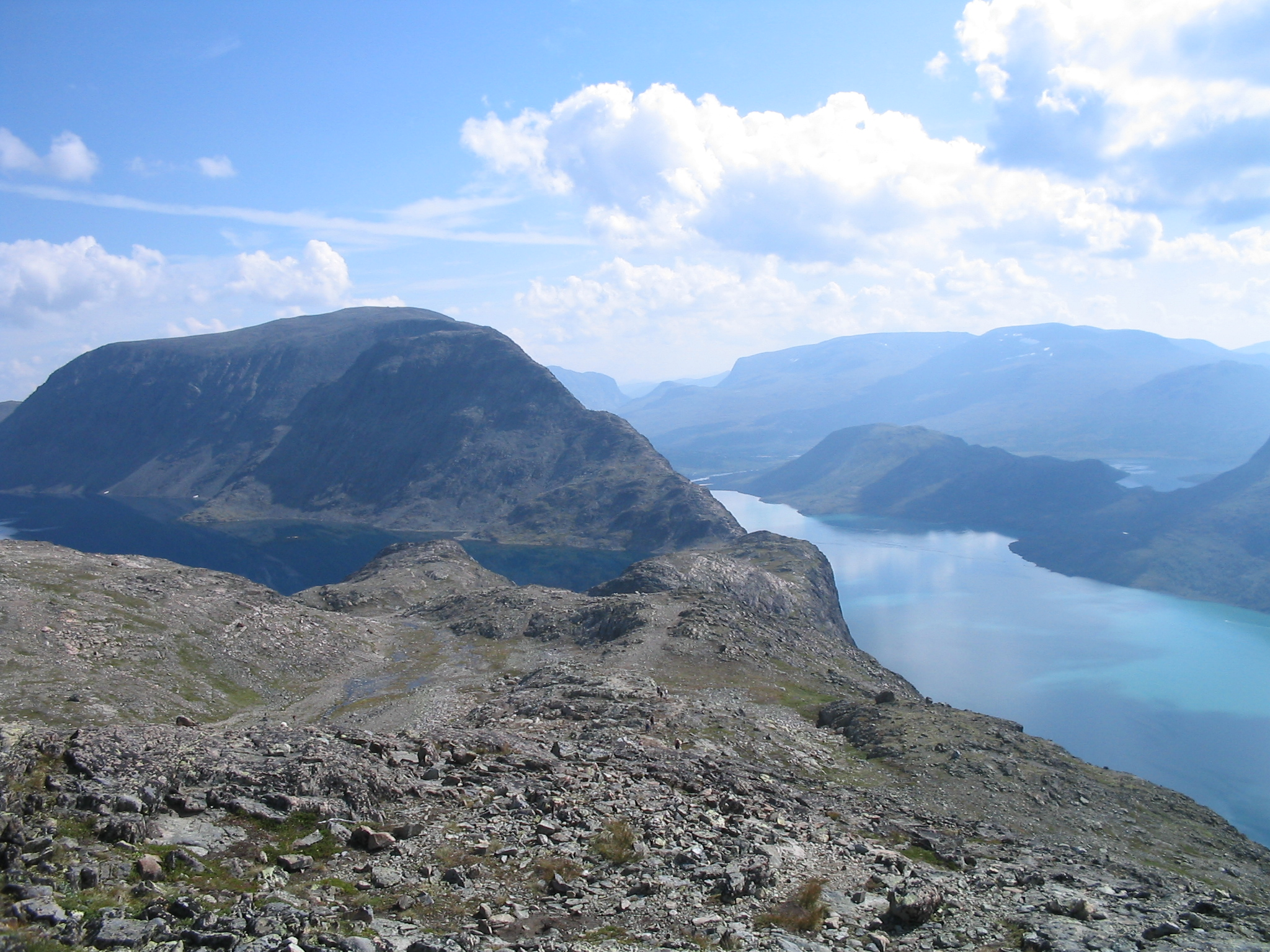
Besseggen z východu, s jezerem Gjende vpravo a Bessvatnetem vlevo

Voda v jezeře má díky velkému množství ledovcových plavenin a sedimentu charakteristickou světle zelenou barvu.

## Vodní režim
Sedimenty do jezera Gjende přináší řeka Muru. Z jezera odtéká u Gjendesheimu řeka Sjoa, která pokračuje na východ a vlévá se do řeky Gudbrandsdalslågen.
Gjende leží ve středu Jotunheimského národního parku, po obou březích je lemováno vrcholky vyššími než 2000 metrů nad mořem. Je tu několik turistických chat, postavených Norskou asociací horské turistiky (DNT); na západním konci leží Gjendebu, na severní straně Memurubu a na východě Gjendesheim. V létě mezi těmito místy jezdí výletní loď.

## Kulturní a historické odkazy

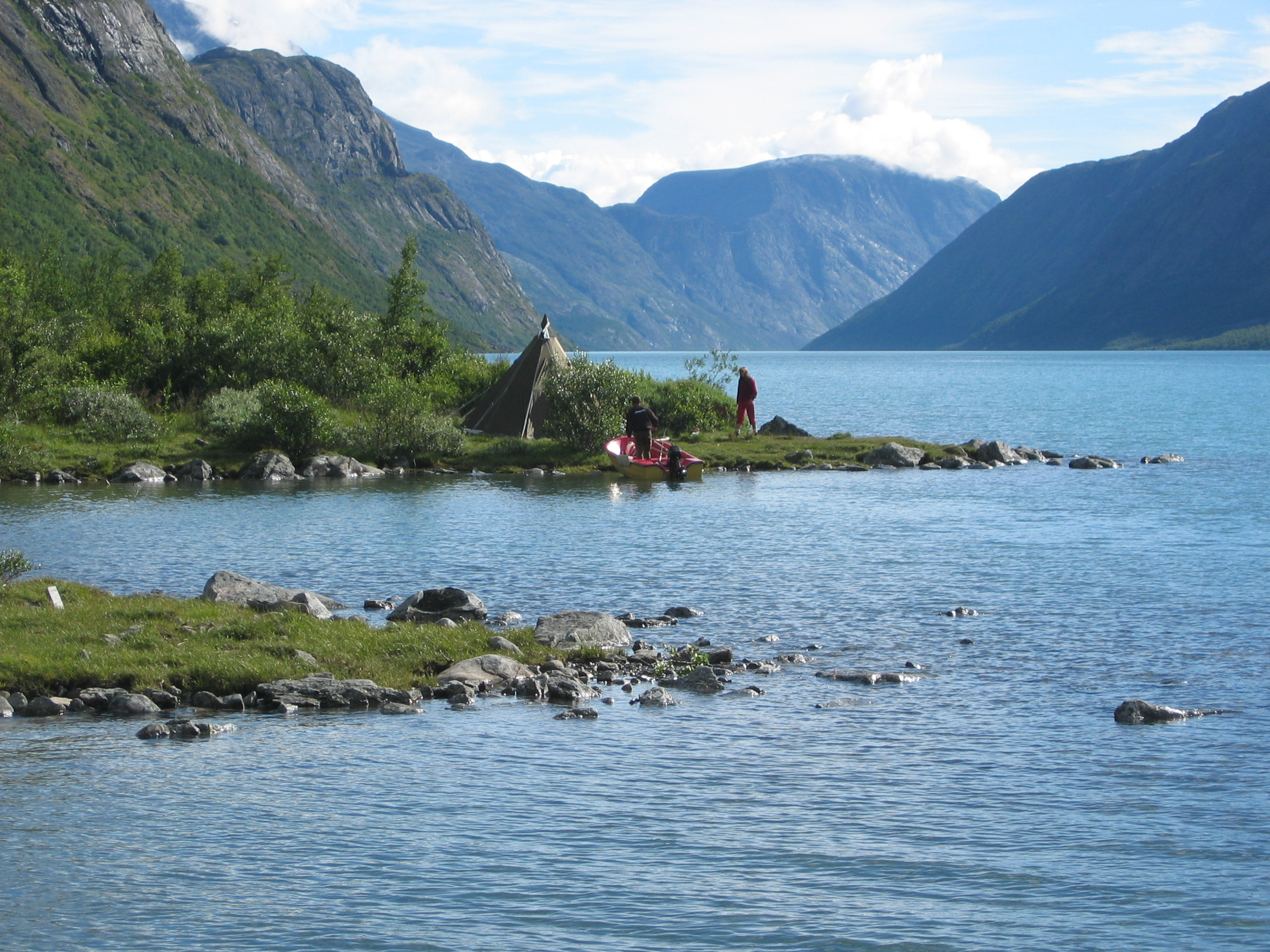
Kempování u jezera Gjende

Jezero Gjende se objevuje v literatuře a cestovních průvodcích od 18. století. Jotunheimská jezera Gjende a Bygdin se vyskytují v mnoha příbězích. Například spisovatel Henrik Ibsen v knize Peer Gynt nechal jeho divoké soby táhnout po „hřebenu Gjendin“.
Oficiální jméno Gjende je převzato z Gudbrandsdaldského tradičního nářečí používaného v Lomu nebo ve městě Vågå. V dialektu Vang se jméno jezera řekne Gjendin, což je tvar, který můžeme nalézt v díle Henrika Ibsena – výraz Gjendineggen používal pro označení hřebenu, dnes uváděného pod jménem Besseggen.
Podle jezera má své jméno i skvělý cestovatel a filozof Jo Gjende (1794–1884), který měl u jezera chatu.